# New Chapel Hill (Teksas)
New Chapel Hill je grad u američkoj saveznoj državi Teksas. Prema popisu stanovništva iz 2010. u njemu je živjelo 594 stanovnika.